# Enhydriodon
Enhydriodon és un gènere extint de mamífers carnívors de la família dels mustèlids que visqueren al Vell Món entre el Miocè superior i el Plistocè inferior. Se n'han trobat restes fòssils a Egipte, Etiòpia, l'Índia, Kenya, el Pakistan, Rússia, Sud-àfrica, el Txad, Uganda i la Xina. Malgrat que tenen una relació molt propera amb les llúdries marines d'avui en dia, no se sap amb certesa si vivien al mar, en aigua dolça o indistintament en un medi o l'altre. Eren de mida comparable o fins i tot superior a la dels seus parents moderns; per exemple, es calcula que l'espècie E. dikikae atenyia una llargada de més de 2 m i pesava entre 77 i 126 kg. Possiblement consumien mol·luscs i peixos gat.